# Okemah (Oklahoma)
Okemah es una ciudad ubicada en el condado de Okfuskee en el estado estadounidense de Oklahoma. En el año 2010 tenía una población de 3223 habitantes y una densidad poblacional de 467,1 personas por km².

## Geografía
Okemah se encuentra ubicada en las coordenadas 35°25′52″N 96°18′20″O / 35.43111, -96.30556 (35.430987, -96.305500).

## Demografía
Según la Oficina del Censo en 2000 los ingresos medios por hogar en la localidad eran de $21,306 y los ingresos medios por familia eran $26,659. Los hombres tenían unos ingresos medios de $21,905 frente a los $15,375 para las mujeres. La renta per cápita para la localidad era de $12,645. Alrededor del 25.3% de la población estaban por debajo del umbral de pobreza.